# 6661 Ikemura
6661 Ikemura este un asteroid din centura principală de asteroizi.

## Descriere
6661 Ikemura este un asteroid din centura principală de asteroizi. A fost descoperit pe 17 ianuarie 1993 la Kani de Yoshikane Mizuno și Toshimasa Furuta. Asteroidul prezintă o orbită caracterizată de o semiaxă mare de 2,38 ua, o excentricitate de 0,17 și o înclinație de 2,7° în raport cu ecliptica.